# Pedro Solbes
Pedro Solbes Mira, né à Pinoso (Espagne) le 31 août 1942 et mort le 18 mars 2023 à Madrid (Espagne), est un haut fonctionnaire et homme politique espagnol membre du Parti socialiste ouvrier espagnol (PSOE).

## Biographie
Après avoir décroché son bac[Selon qui ?] à Alicante, Pedro Solbes obtient une licence en droit et un doctorat en sciences politiques à l'Université complutense de Madrid. Il est également diplômé en économie européenne de l'Université libre de Bruxelles.

### Carrière
Pedro Solbes appartient depuis 1968 au corps supérieur des techniciens commerciaux et économistes de l'État (TCE). Il est nommé en 1971 délégué régional du Commerce à Valence, une fonction qui dépend du ministère du Commerce. Il est relevé de ses fonctions deux ans après.
Il devient directeur général de la Politique commerciale du ministère du Commerce et du Tourisme en juillet 1979. En décembre 1982, il est promu secrétaire général technique du nouveau ministère de l'Économie et des Finances.
Il est président du conseil de supervision du Groupe consultatif européen sur l'information financière (EFRAG), un organisme consultatif de la Commission européenne.

### Politique

#### Premières responsabilités
Pedro Solbes est nommé secrétaire d'État chargé des Relations avec la Communauté économique européenne en 1985, en remplacement de Manuel Marín, nommé à la Commission européenne.
Le 12 mars 1991, Pedro Solbes est promu ministre de l'Agriculture, de la Pêche et de l'Alimentation dans le troisième gouvernement de Felipe González. À peine deux ans et demi plus tard, le 14 juillet 1993, il devient ministre de l'Économie et des Finances à l'occasion de la formation du quatrième gouvernement González.

#### Commissaire européen
Élu député pour Alicante lors des législatives anticipées du 3 mars 1996, Pedro Solbes est désigné président de la Commission mixte pour l'Union européenne, puis membre de la Commission européenne chargé des Affaires économiques et monétaires en septembre 1999. À ce poste, il fut responsable de l'introduction de l'euro et du renforcement de la coordination de la politique économique des États membres.

#### Ministre de l'Économie de Zapatero
À la suite du retour des socialistes au pouvoir après les législatives du 14 mars 2004, Pedro Solbes devient ministre de l'Économie et des Finances et second vice-président du premier gouvernement de José Luis Rodríguez Zapatero. En janvier 2007, il est primé par le journal économique El Boletín pour ses mérites à obtenir de la croissance économique, des créations d'emploi, des excédents dans les comptes publics et la réduction de la dette publique.
Il est réélu au Congrès des députés, pour Madrid cependant, lors des élections du 9 mars 2008 puis reconduit dans le second gouvernement Zapatero le 14 avril 2008.
Toutefois, fatigué et critiqué pour son action face à la crise économique mondiale, il l'abandonne moins d'un an plus tard, le 7 avril 2009 à l'occasion d'un remaniement ministériel d'ampleur.
Le 8 juillet 2009, il annonce qu'il quittera la vie politique au mois de septembre suivant. Sa démission intervient le 14 de ce mois.

## Distinctions
- Ordre de la Croix de Terra Mariana de première classe